# Dayuan, Fujian
Dayuan (kinesiska: 大源) är en socken i sydöstra Kina. Den ligger i Jiangle härad i staden Sanming i provinsen Fujian, omkring 210 kilometer nordväst om provinshuvudstaden Fuzhou. Antalet invånare är 6 178. Befolkningen består av 2 954 kvinnor och 3 224 män. Barn under 15 år utgör 21,0 %, vuxna 15-64 år 67 %, och äldre över 65 år 11,0 %.